# Piede di corvo (arma)

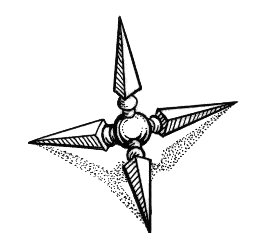
Un tribolo romano

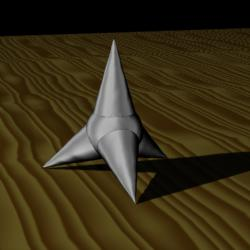
Tribolo giapponese o makibishi

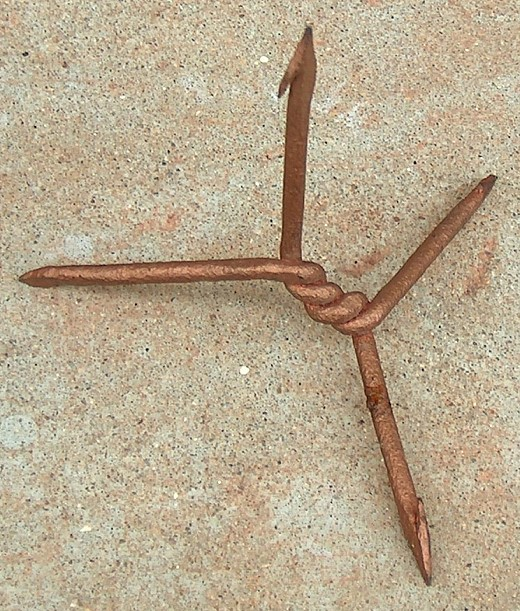
Piede di corvo in filo di ferro ritorto utilizzato nella guerra del Vietnam, 1968

Il piede di corvo, o tribolo, è un dispositivo bellico di tipo passivo costituito da una specie di chiodo metallico a quattro punte o tetraedro disposte in modo che una sia sempre rivolta verso l'alto, mentre le restanti tre fanno da basamento (per questo motivo è altresì denominato chiodo a 4 punte).
I primi triboli vennero usati durante la battaglia di Gaugamela nel 331 a.C.
Utilizzato anche dai Romani come arma difensiva dell'equipaggiamento militare personale nelle legioni, era utilizzato durante gli abbordaggi dai corsari francesi nel XVI e XVII secolo; veniva gettato sul ponte della nave nemica e causava notevole scompiglio, dato che i marinai non portavano scarpe. Veniva usato anche in India per contrastare le cariche di cavalleria.
Durante i conflitti del Novecento è stato utilizzato per ostacolare i veicoli militari muniti di pneumatici.